# Alsace grand cru
Pour les articles homonymes, voir Alsace (homonymie).
Un alsace grand cru, ou grand cru d'Alsace, est un vin blanc ou rouge (depuis 2022) français d'appellation d'origine contrôlée produit sur certaines parcelles du vignoble d'Alsace.
Ce nom générique regroupe cinquante-et-une appellations sur quarante-sept communes. Ces crus sont tous parmi les meilleures expositions du vignoble, avec des contraintes de production plus rigoureuses que pour l'appellation alsace, les conditions de production de cette dernière restant applicables dans le cahier des charges des différents grands crus.

## Historique

### Période médiévale
En Alsace, la notion de cru est très ancienne. À Marlenheim, en 613, le futur roi Dagobert donnait des vignes sur le Steinklotz à l’abbaye de Haslach. 
À Rouffach, en 762, Heddo, l’évêque de Strasbourg, fondait l’abbaye d’Ettenheim et constituait sa mense avec les vignes du Vorbourg. 
À Bennwihr, en 777, les missi dominici de passage en Alsace notaient dans leur rapport à Charlemagne la qualité des vins de Beno Villare (le « domaine de Beno ») dont les vignes s’étalaient sur le Marckrain. 
À Sigolsheim, une charte de 783 notifiait que le vignoble de Sigoltesberg (le Mambourg actuel) était la propriété conjointe des seigneurs et des monastères du voisinage. 
À Kintzheim au IXe siècle, les abbés bénédictins d’Ebersmunster possédaient des vignes au Praelatenberg (montagne des Prélats). Ce lieu-dit est attesté dès 823. 
À Dahlenheim et Scharrachbergheim, une charte cite pour la première fois le vignoble de l’Engelberg en 884.  
À Wintzenheim, au IXe siècle, une donation de l’abbaye de Murbach mentionna le Hengst pour la première fois. Les seigneurs du Haut-Landsberg et le bailli de Kaysersberg s’en partagèrent les droits féodaux jusqu’à la Révolution française. 
Les quarante-trois autres lieux-dits d’Alsace ont tous, entre l’an mil et la Renaissance, été la propriété ou le fief de la noblesse ou du clergé. Les cartulaires et chartriers alsaciens ont servi de base historique à la délimitation des lieux-dits des grands crus d’Alsace.

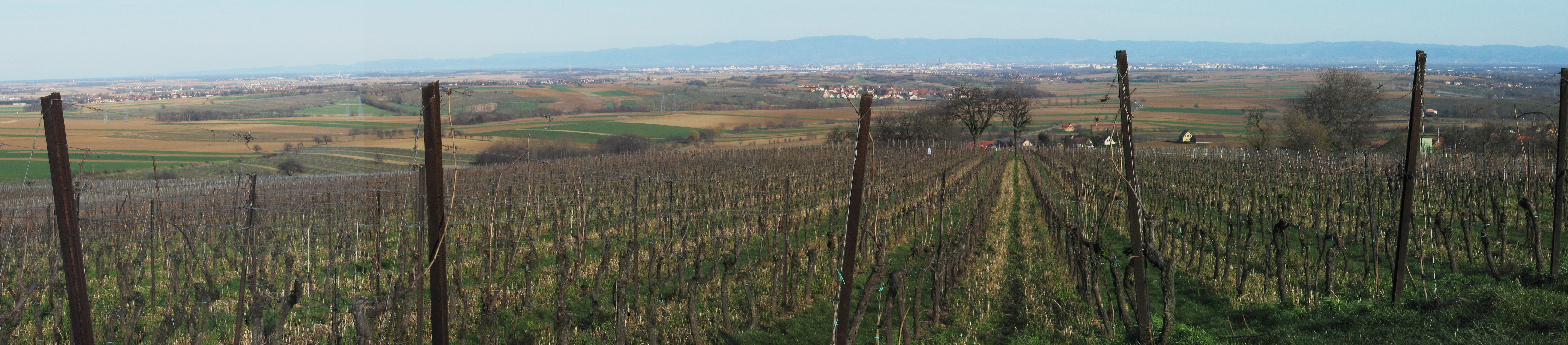
Le vignoble sur les pentes orientales du Scharrach (ou Scharrachberg), avec Dahlenheim en bas, Strasbourg et la Forêt-Noire à l'horizon ; l'Engelberg couvre le coteau sud et sud-est.

### Période contemporaine
Le statut de l'Alsace est à part parmi les vignobles français. Après sa rétrocession à la France par le traité de Versailles en 1919, les lois allemandes appliquées de 1871 à 1918 (période dite du Reichsland) sont maintenues comme droit local, ce qui va retarder la création des appellations du vignoble d'Alsace. Après l'ordonnance de 1945 définissant l'appellation d'origine des vins d'Alsace, ce n'est qu'en 1962 qu'est obtenue par décret l'appellation d'origine contrôlée alsace, mais aucune mention de dénomination géographique ou de cru ne s'y trouve.
La situation commence à changer par le décret du 20 novembre 1975, qui crée l'appellation « alsace grand cru » (une appellation qui doit d'abord respecter la règlementation de l'appellation alsace). La démarche fait rapidement des adeptes. Ainsi, le 23 novembre 1983, ce sont vingt-quatre autres lieux-dits qui sont sélectionnés comme grands crus d'Alsace, devenant des dénominations géographiques de la nouvelle appellation. L'Institut national de l'origine et de la qualité accepte en 1992 un deuxième dossier augmentant le nombre de grands crus. Le décret du 17 décembre 1992 en rajoute vingt-cinq.
Ces textes sont modifiés dès mars 1984 (mentions vendanges tardives et sélection de grains nobles), puis notamment en juillet 1993 (rajout de Rouffach dans la liste des communes), en janvier 2001 (réduction du rendement de 70 à 55 hectolitres par hectare), en mars 2005 (dérogations pour l'encépagement), en janvier 2007 (cinquante-et-unième lieu-dit), en 2011 (les dénominations deviennent des appellations), juin 2016 (conditions plus strictes pour les vendanges tardives et sélection de grains nobles), mai 2022 (rajout du rouge sur trois grands crus et du sylvaner, rendements à 50 hl/ha en blanc), juillet 2024 et juillet 2025.

## Situation géographique
Les alsaces grands crus sont produits en France, dans la collectivité européenne d'Alsace, sur le territoire de 47 communes (14 dans le Bas-Rhin et 33 dans le Haut-Rhin), de Marlenheim au nord, à hauteur de Strasbourg, jusqu'à Thann, au sud, à hauteur de Mulhouse.

### Géologie et orographie
Les grands crus se trouvent sur plusieurs coteaux des collines sous-vosgiennes, ces dernières correspondant à une série de failles formant la transition entre les Vosges cristallines et la plaine du Rhin sédimentaire sous forme d'un escarpement.
En conséquence, le haut des pentes est généralement constitué des roches anciennes, plutoniques et métamorphiques telles que du granite, du gneiss, du schiste ou de l'ardoise.
Le bas des coteaux est lui généralement formé de couches de grès, de calcaires ou de marne recouvertes par des arènes granitiques ou du lœss.

### Climatologie
À l'ouest, les Vosges protègent du vent et de la pluie la région de production des vins d'Alsace. Les vents d'ouest dominants perdent leur humidité sur le versant occidental des Vosges et parviennent sous forme de foehn, secs et chauds, dans la plaine d'Alsace. La quantité moyenne de précipitations est la plus faible de tous les vignobles français.
De ce fait, le climat est plus tempéré (avec une température annuelle moyenne plus haute de 1,5 °C) que ce qui serait attendu à cette latitude. Le climat est continental et sec avec des printemps chauds, des étés secs et ensoleillés, de longs automnes et des hivers froids.
La station météo de l'aéroport de Strasbourg-Entzheim (150 mètres d'altitude) se trouve à l'extrémité nord de l'aire de production, mais au bord du Rhin. Ses valeurs climatiques de 1961 à 1990 sont :
| Mois                              | jan. | fév. | mars | avril | mai  | juin | jui. | août | sep. | oct. | nov. | déc. | année |
| --------------------------------- | ---- | ---- | ---- | ----- | ---- | ---- | ---- | ---- | ---- | ---- | ---- | ---- | ----- |
| Température minimale moyenne (°C) | −1,7 | −0,9 | 1,6  | 4,6   | 8,6  | 11,7 | 13,4 | 13,1 | 10,3 | 6,5  | 2,1  | −0,7 | 5,7   |
| Température moyenne (°C)          | 0,9  | 2,5  | 6    | 9,6   | 13,8 | 17   | 19,1 | 18,6 | 15,5 | 10,6 | 5,2  | 1,9  | 10,1  |
| Température maximale moyenne (°C) | 3,5  | 5,8  | 10,4 | 14,6  | 19   | 22,2 | 24,7 | 24,2 | 20,8 | 14,7 | 8,2  | 4,5  | 14,4  |
| Ensoleillement (h)                | 42   | 78   | 122  | 161   | 197  | 212  | 240  | 215  | 168  | 101  | 58   | 43   | 1 637 |
| Précipitations (mm)               | 33,1 | 34,3 | 36,6 | 48    | 74,5 | 74,6 | 56,8 | 67,8 | 55,5 | 43   | 46,6 | 39,9 | 610,5 |

La station météo de la base de Colmar-Meyenheim (207 mètres) se trouve au milieu de l'aire de production, mais en plaine. Ses valeurs climatiques de 1961 à 1990 sont :
| Mois                              | jan. | fév. | mars | avril | mai  | juin | jui. | août | sep. | oct. | nov. | déc. | année |
| --------------------------------- | ---- | ---- | ---- | ----- | ---- | ---- | ---- | ---- | ---- | ---- | ---- | ---- | ----- |
| Température minimale moyenne (°C) | −2,1 | −1,1 | 1,4  | 4,5   | 8,3  | 11,5 | 13,3 | 12,9 | 10,2 | 6,3  | 1,8  | −1   | 5,5   |
| Température moyenne (°C)          | 0,9  | 2,6  | 6,1  | 9,7   | 13,8 | 17,1 | 19,3 | 18,8 | 15,8 | 10,9 | 5,3  | 1,9  | 10,2  |
| Température maximale moyenne (°C) | 3,8  | 6,3  | 10,8 | 15    | 19,3 | 22,7 | 25,3 | 24,7 | 21,5 | 15,5 | 8,7  | 4,8  | 14,9  |
| Ensoleillement (h)                | 53   | 83   | 128  | 165   | 200  | 223  | 246  | 222  | 176  | 117  | 68   | 52   | 1 724 |
| Précipitations (mm)               | 35,5 | 32,2 | 37,7 | 46,7  | 67   | 67,2 | 59,3 | 63,3 | 46,7 | 37,9 | 47,7 | 40,2 | 581,4 |

La station météo de l'aéroport Bâle-Mulhouse (267 mètres) se trouve à l'extrémité sud de l'aire de production, encore une fois en plaine. Ses valeurs climatiques de 1961 à 1990 sont :
| Mois                              | jan. | fév. | mars | avril | mai  | juin | jui. | août | sep. | oct. | nov. | déc. | année |
| --------------------------------- | ---- | ---- | ---- | ----- | ---- | ---- | ---- | ---- | ---- | ---- | ---- | ---- | ----- |
| Température minimale moyenne (°C) | −2,2 | −1,1 | 1,4  | 4,3   | 8,3  | 11,5 | 13,5 | 13,2 | 10,6 | 6,7  | 1,9  | −1,1 | 5,6   |
| Température moyenne (°C)          | 0,8  | 2,5  | 5,9  | 9,4   | 13,5 | 16,9 | 19,2 | 18,7 | 15,7 | 11,1 | 5,3  | 1,8  | 10,1  |
| Température maximale moyenne (°C) | 3,8  | 6,2  | 10,3 | 14,4  | 18,8 | 22,2 | 24,8 | 24,1 | 20,9 | 15,4 | 8,8  | 4,8  | 14,6  |
| Ensoleillement (h)                | 65   | 86   | 124  | 164   | 197  | 218  | 250  | 222  | 175  | 126  | 80   | 61   | 1 768 |
| Précipitations (mm)               | 53,9 | 50,5 | 49,5 | 58,5  | 76,3 | 73,6 | 62,9 | 79,9 | 54,7 | 49,2 | 58,1 | 54,5 | 721,7 |

## Vignoble
Les alsaces grands crus sont produits sur le territoire des communes suivantes :
- département du Bas-Rhin : Andlau, Barr, Bergbieten, Blienschwiller, Dahlenheim, Dambach-la-Ville, Eichhoffen, Kintzheim, Marlenheim, Mittelbergheim, Molsheim, Nothalten, Scharrachbergheim-Irmstett (Scharrachbergheim avant 2021) et Wolxheim ;
- département du Haut-Rhin : Ammerschwihr, Beblenheim, Bennwihr, Bergheim, Bergholtz, Eguisheim, Guebwiller, Gueberschwihr, Hattstatt, Hunawihr, Ingersheim, Katzenthal, Kientzheim, Mittelwihr, Niedermorschwihr, Orschwihr, Pfaffenheim, Ribeauvillé, Riquewihr, Rodern, Rouffach, Saint-Hippolyte, Sigolsheim, Soultzmatt, Thann, Turckheim, Vieux-Thann, Vœgtlinshoffen, Westhalten, Wettolsheim, Wintzenheim, Wuenheim et Zellenberg.

Tous situés entre 200 et 430 mètres d'altitude, les grands crus sont généralement exposés vers le sud ou le sud-est avec des déclinaisons de sud-ouest à est-sud-est ; leur superficie variant entre 3,23 hectares pour le Kanzlerberg de Bergheim et 80,28 hectares pour le Schlossberg de Kientzheim.

### Liste des grands crus
Cette liste est établie dans l'ordre de publication des décrets, puis dans l'ordre alphabétique, en donnant d'abord le nom du grand cru puis, entre parenthèses, le nom de la (ou des) commune(s).

#### Décret du 20 novembre 1975

Carte des grands crus (carrés rouges).

- Schlossberg (à Kientzheim, 48° 08′ 23″ N, 7° 16′ 32″ E).

#### Décret du 23 novembre 1983
- Altenberg (à Bergbieten, 48° 35′ 09″ N, 7° 27′ 49″ E) ;
- Altenberg (à Bergheim, 48° 12′ 35″ N, 7° 21′ 23″ E) ;
- Brand (à Turckheim, 48° 05′ 37″ N, 7° 16′ 25″ E) ;
- Eichberg (à Eguisheim, 48° 01′ 53″ N, 7° 17′ 22″ E) ;
- Geisberg (à Ribeauvillé, 48° 11′ 44″ N, 7° 19′ 25″ E) ;
- Gloeckelberg (à Rodern et Saint-Hippolyte, 48° 13′ 42″ N, 7° 21′ 03″ E) ;
- Goldert (à Gueberschwihr, 48° 00′ 31″ N, 7° 16′ 41″ E) ;
- Hatschbourg (à Hattstatt et Vœgtlinshoffen, 48° 00′ 51″ N, 7° 17′ 13″ E) ;
- Hengst (à Wintzenheim, 48° 03′ 54″ N, 7° 17′ 29″ E) ;
- Kanzlerberg (à Bergheim, 48° 12′ 35″ N, 7° 20′ 52″ E) ;
- Kastelberg (à Andlau, 48° 23′ 19″ N, 7° 25′ 06″ E) ;
- Kessler (à Guebwiller, 47° 54′ 48″ N, 7° 13′ 48″ E) ;
- Kirchberg (à Barr, 48° 24′ 38″ N, 7° 26′ 53″ E) ;
- Kirchberg (à Ribeauvillé, 48° 11′ 51″ N, 7° 19′ 13″ E) ;
- Kitterlé (à Guebwiller, 47° 54′ 21″ N, 7° 13′ 21″ E) ;
- Moenchberg (à Andlau et Eichhoffen, 48° 23′ 00″ N, 7° 26′ 06″ E) ;
- Ollwiller (à Wuenheim, 47° 52′ 11″ N, 7° 12′ 43″ E) ;
- Rangen (à Thann et Vieux-Thann, 47° 48′ 40″ N, 7° 06′ 43″ E) ;
- Rosacker (à Hunawihr, 48° 11′ 02″ N, 7° 18′ 34″ E) ;
- Saering (à Guebwiller, 47° 54′ 33″ N, 7° 13′ 43″ E) ;
- Sommerberg (à Niedermorschwihr et Katzenthal, 48° 06′ 07″ N, 7° 16′ 40″ E) ;
- Sonnenglanz (à Beblenheim, 48° 09′ 48″ N, 7° 19′ 24″ E) ;
- Spiegel (à Bergholtz et Guebwiller, 47° 54′ 56″ N, 7° 13′ 57″ E) ;
- Wiebelsberg (à Andlau, 48° 23′ 23″ N, 7° 25′ 23″ E).

#### Décret du 17 décembre 1992
- Altenberg (à Wolxheim, 48° 34′ 18″ N, 7° 30′ 28″ E) ;
- Bruderthal (à Molsheim, 48° 32′ 51″ N, 7° 29′ 04″ E) ;
- Engelberg (à Dahlenheim et Scharrachbergheim, 48° 34′ 57″ N, 7° 29′ 44″ E) ;
- Florimont (à Ingersheim et Katzenthal, 48° 06′ 11″ N, 7° 17′ 49″ E) ;
- Frankstein (à Dambach-la-Ville, 48° 19′ 07″ N, 7° 25′ 13″ E) ;
- Froehn (à Zellenberg, 48° 09′ 59″ N, 7° 19′ 15″ E) ;
- Furstentum (à Kientzheim et Sigolsheim, 48° 08′ 39″ N, 7° 17′ 40″ E) ;
- Mambourg (à Sigolsheim, 48° 08′ 12″ N, 7° 18′ 28″ E) ;
- Mandelberg (à Mittelwihr et Beblenheim, 48° 09′ 10″ N, 7° 19′ 34″ E) ;
- Marckrain (à Bennwihr et Sigolsheim, 48° 08′ 24″ N, 7° 18′ 55″ E) ;
- Muenchberg (à Nothalten, 48° 21′ 34″ N, 7° 24′ 45″ E) ;
- Osterberg (à Ribeauvillé, 48° 11′ 48″ N, 7° 19′ 41″ E) ;
- Pfersigberg (à Eguisheim et Wettolsheim, 48° 02′ 46″ N, 7° 17′ 25″ E) ;
- Pfingstberg (à Orschwihr, 47° 56′ 41″ N, 7° 14′ 05″ E) ;
- Praelatenberg (à Kintzheim, 48° 14′ 43″ N, 7° 22′ 48″ E) ;
- Schoenenbourg (à Riquewihr et Zellenberg, 48° 10′ 09″ N, 7° 18′ 20″ E) ;
- Sporen (à Riquewihr, 48° 09′ 30″ N, 7° 18′ 28″ E) ;
- Steinert (à Pfaffenheim et Westhalten, 47° 58′ 37″ N, 7° 16′ 36″ E) ;
- Steingrubler (à Wettolsheim, 48° 03′ 18″ N, 7° 17′ 26″ E) ;
- Steinklotz (à Marlenheim, 48° 37′ 29″ N, 7° 28′ 56″ E) ;
- Vorbourg (à Rouffach et Westhalten, 47° 57′ 36″ N, 7° 17′ 02″ E) ;
- Wineck-Schlossberg (à Katzenthal et Ammerschwihr, 48° 06′ 33″ N, 7° 16′ 41″ E) ;
- Winzenberg (à Blienschwiller, 48° 20′ 37″ N, 7° 25′ 00″ E) ;
- Zinnkoepflé (à Soultzmatt et Westhalten, 47° 57′ 32″ N, 7° 14′ 59″ E) ;
- Zotzenberg (à Mittelbergheim, 48° 23′ 55″ N, 7° 26′ 27″ E).

#### Décret du 12 janvier 2007
- Kaefferkopf (à Ammerschwihr, 48° 07′ 22″ N, 7° 16′ 44″ E).

### Encépagement
Les cépages admis pour les AOC alsaces grands crus sont au nombre de huit, alors que l'appellation alsace en admet treize en comptant toutes les variétés. Ce sont le riesling B, le gewurztraminer Rs, le pinot gris G, le muscat blanc à petits grains B, le muscat rose à petits grains Rs, le muscat ottonel B, le sylvaner B (ce dernier admis depuis la récolte 2005 uniquement pour le zotzenberg de Mittelbergheim) et le pinot noir N (depuis 2022, autorisé pour le hengst de Wintzenheim, le kirchberg de Barr, ainsi que le vorbourg de Rouffach et Westhalten). Les six premiers cépages sont considérés comme des cépages nobles, dont le riesling, le gewurztraminer et le pinot gris sont les plus utilisés.
Le riesling B donne de meilleurs résultats sur les terrains granitiques. C'est un cépage au débourrement et à la maturation tardives, nécessitant des coteaux bien exposés au Soleil, et dont les vendanges peuvent avoir lieu vers la mi-octobre. Par contre il résiste bien aux gelées d'hiver.
Le gewurztraminer Rs (signifie « traminer aromatique » en allemand) est un cépage rose, aux baies orange ou tirant vers le violet. Ce proche parent du savagnin B et du savagnin rose Rs (appelé en Alsace klevener de Heiligenstein) est plutôt vigoureux, produit de gros rendements et donne de meilleurs résultats sur des sols marneux ou calcaires que sur des sols granitiques ou schisteux.
Le pinot gris G (anciennement appelé « tokay d'Alsace » localement et toujours appelé Grauburgunder (« bourguignon gris ») en Allemagne, « malvoisie » en Valais ou pinot grigio en Italie) est un cépage fragile et de maturité assez précoce. Il est issu d’une mutation du pinot noir et est donc d’origine bourguignonne, où il est appelé « pinot beurot ». Il donne de meilleurs résultats sur des sols composés de cailloutis calcaires, à condition qu'ils soient bien drainés grâce à une exposition en coteau.
Les muscats sont rarement cultivés, que ce soit sur l'ensemble du vignoble d'Alsace ou sur les parcelles classées comme grands crus. Le muscat blanc à petits grains B, appelé aussi « muscat d'Alsace », est originaire de Grèce ; il est cultivé en Alsace depuis au moins le début du XVIe siècle. Il est plutôt précoce. Le muscat ottonel B est plus récent, découvert au XIXe siècle dans la vallée de la Loire avant d'arriver en Alsace au milieu du siècle. L'ottonel est un hybride du chasselas, il est donc encore plus précoce que l'autre muscat.

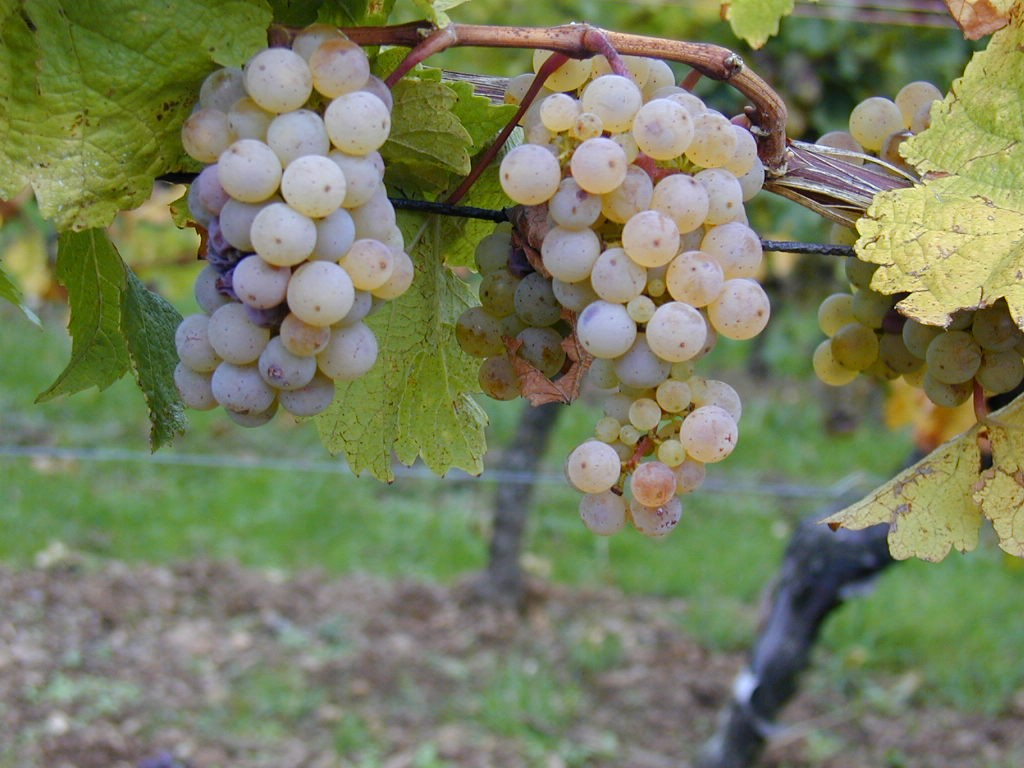
Grappes de riesling B.
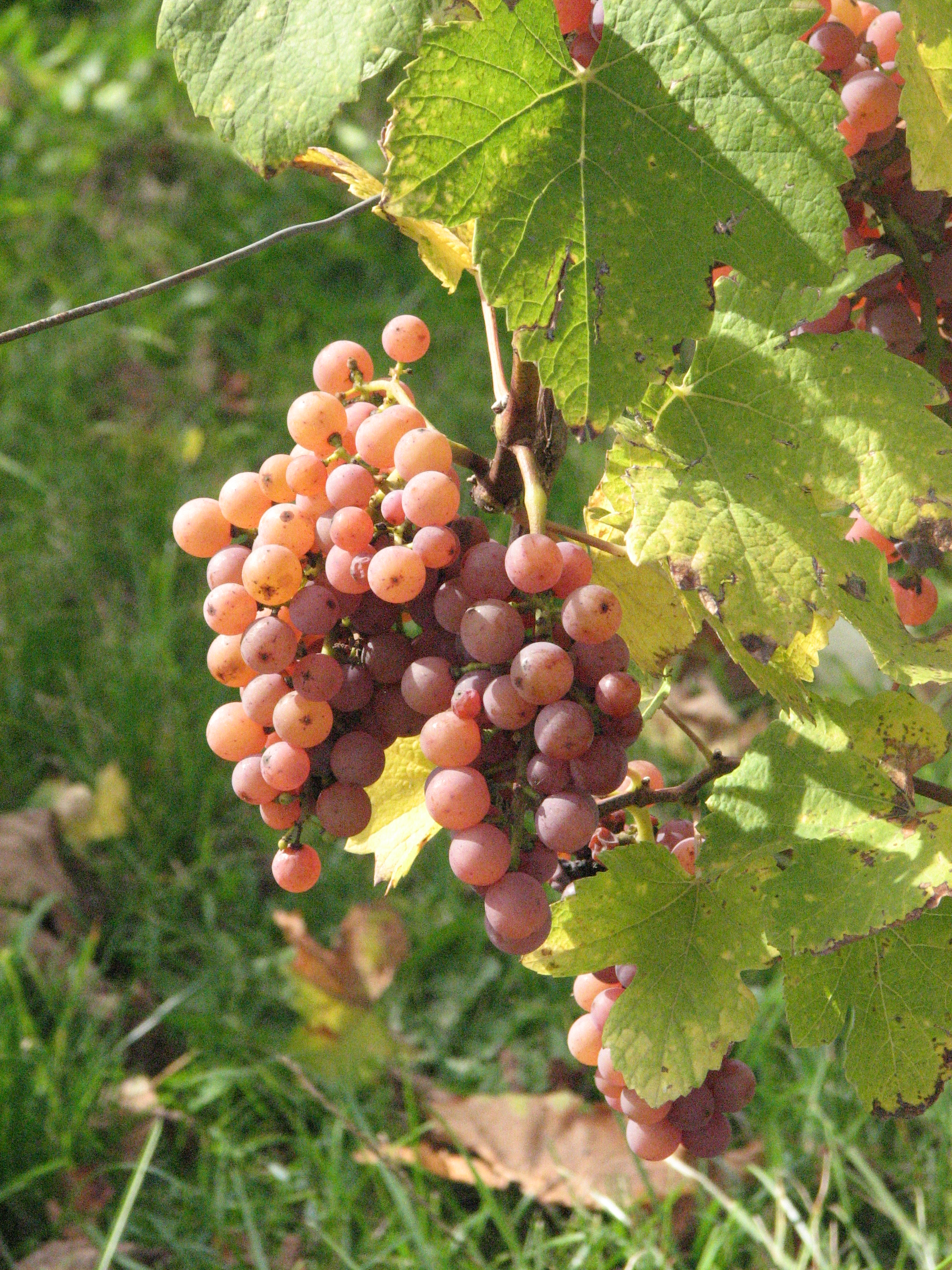
Grappes de gewurztraminer Rs.
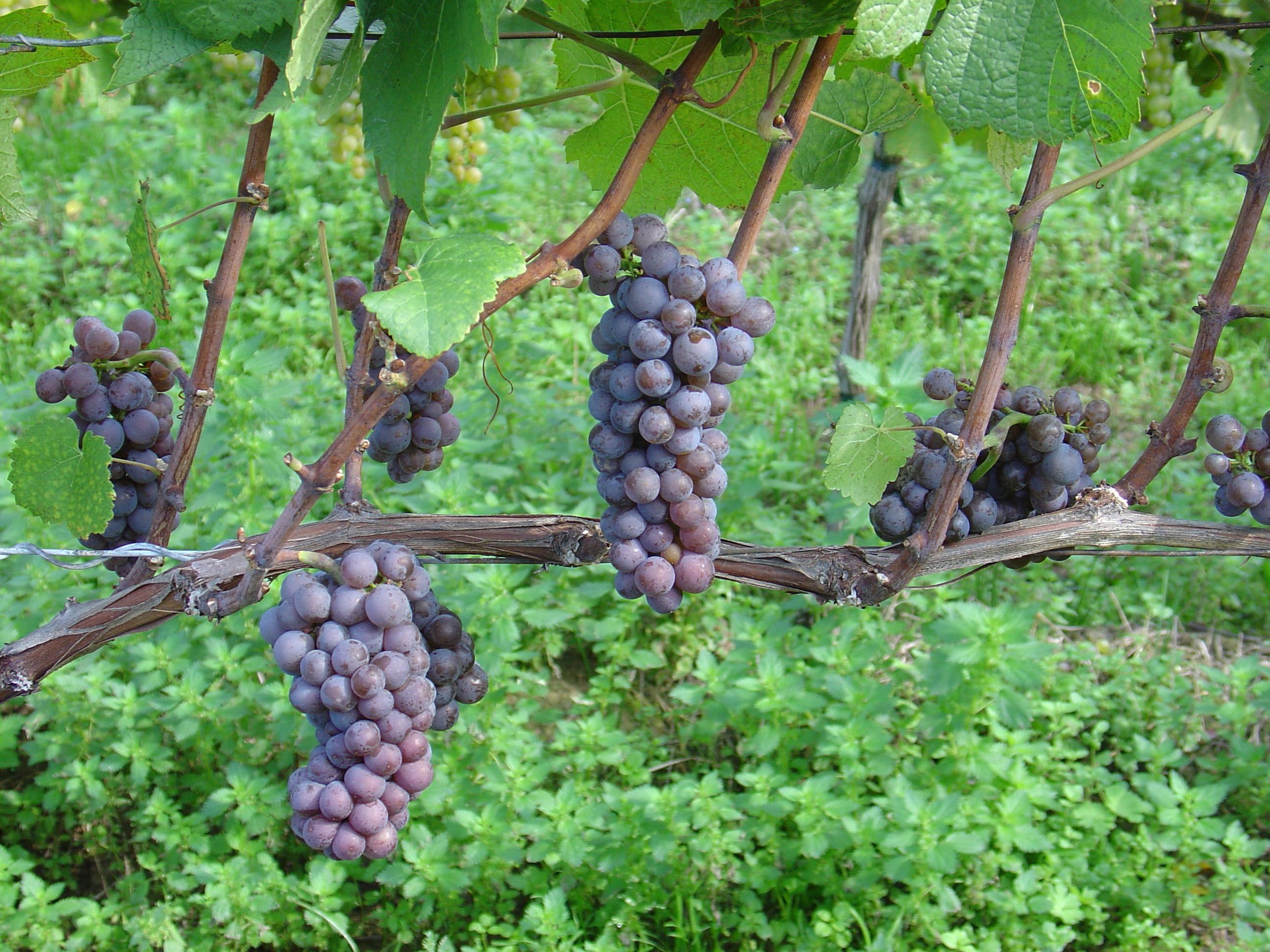
Grappes de pinot gris G.
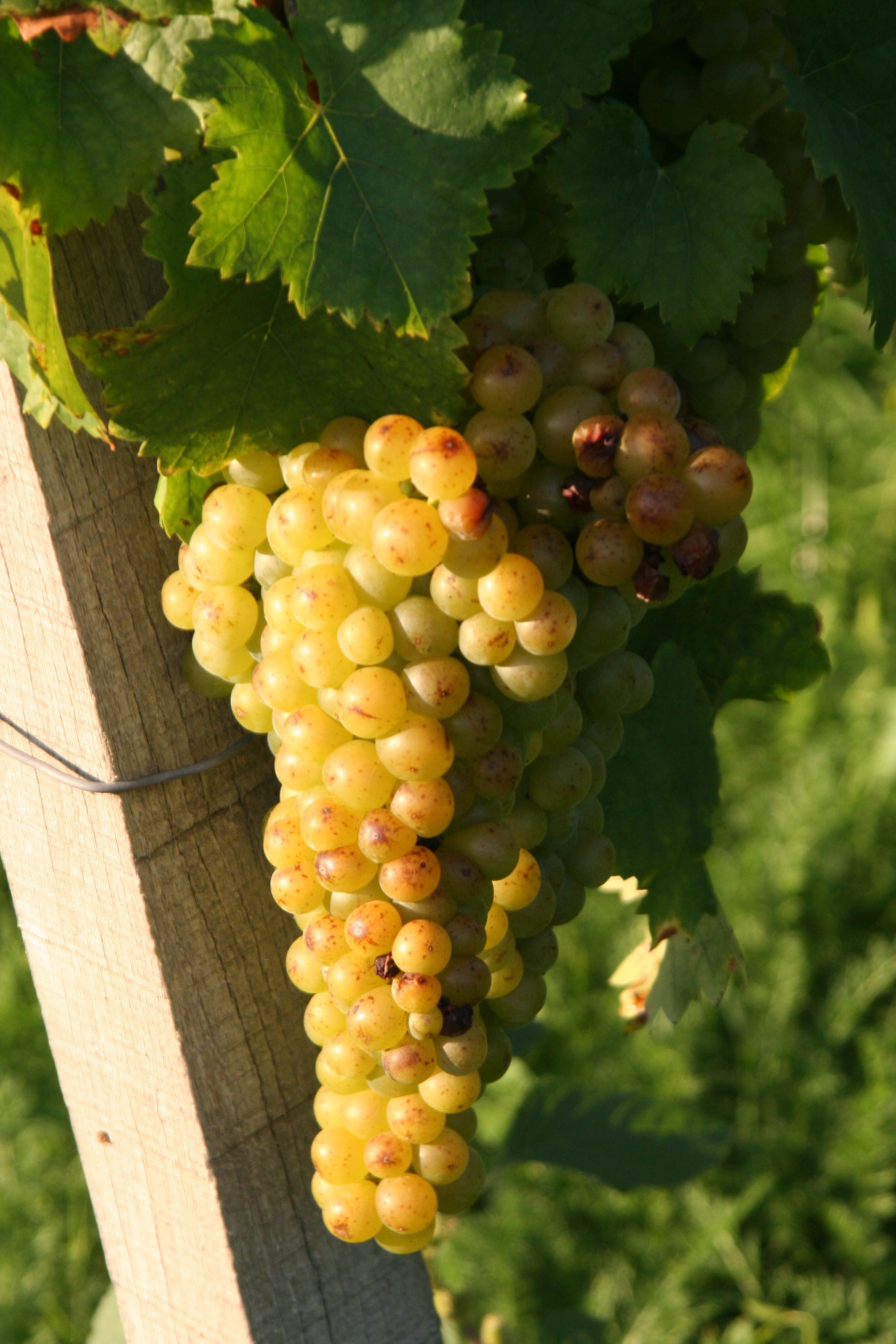
Grappes de muscat blanc à petits grains B.

### Rendements
Les conditions de production sont plus drastiques que pour l'appellation alsace, le rendement a été limité à 70 hectolitres par hectare en 1975, avant d'être réduit en 2001 à 55 hl/ha, puis en 2022 à 50 hl/ha (40 hl/ha pour le rouge). Le rendement butoir est à 60 hl/ha depuis 2007 (48 pour le rouge).
Les raisins vendangés doivent avec une richesse minimale en sucre de 195 grammes par litre de moût pour les gewurztraminer et pinot gris, et de 170 g/l pour les autres cépages (riesling, etc.). Ils doivent être récoltés manuellement à partir de vignes âgées d'au moins trois ans.
Comme les autres vins d’Alsace, les grands crus peuvent être récoltés en vendanges tardives ou après sélection de grains nobles. Cette spécialité alsacienne, inaugurée en 1984, permet aux alsaces grands crus de prendre encore plus de puissance.
Le rendement réel de l'ensemble de l'appellation est de 50 hectolitres par hectare en moyenne pour l'année 2009. Bien que ce soit très en dessous des rendements moyens du vignoble d'Alsace, il s'agit d'un rendement dans la moyenne française des AOC.

## Vins
Un alsace grand cru doit être monocépage, mais l'assemblage est autorisé dans quelques cas :
- pour tous les grands crus, on peut mélanger le muscat à petits grains blancs, le muscat à petits grains roses et le muscat ottonel ;
- pour le cas d'un altenberg-de-bergheim élaboré à partir de plusieurs cépages, le riesling (entre 50 et 75 % de l'encépagement) peut être complété avec du gewurztraminer et du pinot gris (entre 15 et 25 %), accessoirement (pas plus de 10 %) avec du chasselas, du muscat, du pinot blanc et du pinot noir (si toutes ces vignes ont été plantées avant le 26 mars 2005) ;
- pour le cas d'un kaefferkopf élaboré à partir de plusieurs cépages, le gewurztraminer (entre 60 et 80 %) peut être complété avec du riesling (entre 10 et 40 %), accessoirement avec du pinot gris (pas plus de 30 %) ou du muscat (pas plus de 10 %)[2].

### Titres alcoométriques
Les raisins récoltés doivent présenter un titre alcoométrique volumique naturel moyen minimum de 12,5 % vol. pour les cépages pinot gris G et gewurztraminer Rs et de 11 % vol. pour les autres cépages tels que le riesling B et les muscats. Les vins issus d'un assemblage présentent un titre alcoométrique volumique naturel moyen minimum de 12 % vol.
Ne peut être considéré à bonne maturité tout lot unitaire de vendanges présentant une richesse en sucre inférieure à 193 grammes par litre de moût pour les cépages pinot gris G et gewurztraminer Rs et à 168 grammes par litre de moût pour les autres cépages. Lorsqu'une autorisation d'enrichissement est accordée, l'augmentation du titre alcoométrique volumique naturel moyen minimum ne peut dépasser 1,5 % vol.
Sur l'avis du syndicat des producteurs de chaque cru, le comité régional d'experts des vins d'Alsace peut proposer annuellement au comité national des vins et eaux-de-vie de l'Institut national de l'origine et de la qualité, pour chaque appellation et pour chaque cépage, un titre alcoométrique naturel moyen minimum supérieur et une richesse en sucre des lots unitaires supérieure à ceux susvisés, ainsi qu'un taux d'enrichissement maximum inférieur au taux susvisé.

### Vendanges tardives et grains nobles

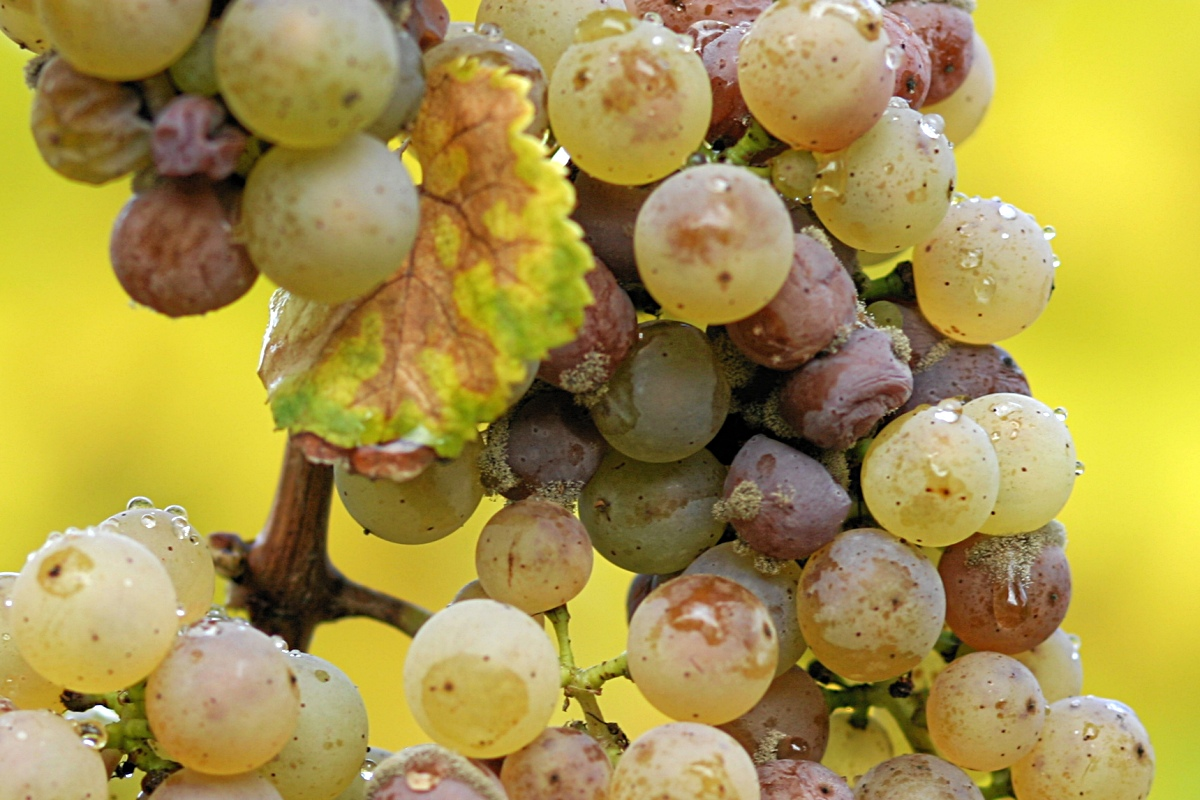
Baies de riesling B touchées par la pourriture noble.

Les vendanges tardives désignent des vins faits à partir de raisins dont la récolte a été retardée pour les obtenir en surmaturité, d'où des vins riches en sucre et en alcool, aux goûts plus puissants, et souvent moelleux. Selon la législation, le moût doit avoir au moins 243 grammes de sucre par litre si c'est du gewurztraminer ou du pinot gris (soit 14,4 % vol. d'alcool potentiel), ou au moins 220 grammes de sucre par litre si c'est du riesling ou un muscat (soit 13,1 % vol. d'alcool potentiel) ; aucune chaptalisation n'est permise.
Quant à une sélection de grains nobles, il s'agit d'un vin fait à partir de raisins récoltés par tris sélectifs successifs des grains atteints de pourriture noble (le champignon Botrytis cinerea), ce qui donne des vins encore plus concentrés, plus sucrés, liquoreux. Selon la législation, le moût doit avoir au moins 279 grammes de sucre par litre si c'est du gewurztraminer ou du pinot gris (soit 16,6 % vol. d'alcool potentiel), ou au moins 256 grammes de sucre par litre si c'est du riesling ou un muscat (soit 15,2 % vol. d'alcool potentiel). Là-aussi aucune chaptalisation n'est permise,.

### Vinification et élevage
À l'arrivée au chai, le raisin est foulé et pressé pour séparer le moût du marc de raisin. Les pressoirs pneumatiques remplacent progressivement les pressoirs horizontaux à plateau. Le moût est mis en cuve en stabulation pour le dépôt des bourbes. Le soutirage du jus clair est le débourbage. Les bourbes peuvent être filtrées pour donner aussi un bon vin.
La fermentation alcoolique débute sous l'action de levures indigènes ou de levures sélectionnées introduites lors du levurage. Cette opération transforme le sucre du raisin en éthanol. La maîtrise de la température de fermentation par un système de réfrigération permet d'exprimer le potentiel aromatique du produit. 
La fermentation achevée, le vin est soutiré afin d'éliminer les lies. La fermentation malolactique n'est généralement pas réalisée, bloquée par un sulfitage du vin. Ce dernier peut être stocké en cuve pour le préparer à l'embouteillage ou élevé en barrique ou foudres de bois de chêne.
Le vin est soutiré, filtré et stabilisé avant le conditionnement exclusivement en bouteilles,.

### Mentions sur l'étiquette
L'étiquette doit absolument comporter le nom complet de l'appellation, soit « alsace grand cru » suivi de la mention du lieu-dit, ainsi que du millésime : par exemple « alsace grand cru Kessler 2024 ». On peut y rajouter l'indication du cépage, ainsi que les mentions vendanges tardives et sélection de grains nobles. 

### Gastronomie
En plus d'une dégustation à l'apéritif, les alsaces grands crus s'accordent classiquement avec les plats de la cuisine alsacienne.

## Économie
La production se limite à 48 294 hectolitres de vins, soit 4 % de la production de l'ensemble du vignoble d'Alsace.

### Bouteilles
Les grand crus, comme tous les vins alsaciens, doivent être mis en bouteille obligatoirement en Alsace et uniquement dans des flûtes, bouteilles du type « vin du Rhin » de 75 centilitres, règlementées par des décrets.